# Батманы (Ивановская область)
Батма́ны — село в Кинешемском районе Ивановской области. Административный центр Батмановского сельского поселения.

## Этимология
Название села, предположительно, происходит от тюркизма «батман» — старинной тюркской единицы веса и площади. Согласно местным краеведческим источникам, батманом также называли мешок, плотно набитый зерном, и площадь земли, которую можно было засеять этим количеством.

## География
Село расположено в юго-западной части Кинешемского района, в 30 км от районного центра — города Кинешма. Через Батманы протекает река Мелетенка.

## История

### Дореволюционный период
В 1842 году в Батманах было открыто Никитинское двухклассное училище Министерства народного просвещения, которое считалось старейшим учебным заведением в Кинешемском уезде. При этом уровень грамотности населения оставался низким: по архивным данным на 1835 год, из пятнадцати крестьян в Батманах только один был грамотным.
До Революции 1917 года Батманы являлись крупным торговым селом Кинешемского уезда Костромской губернии в составе Никитинской волости. На ежегодные ярмарки съезжались тысячи людей из из ближней и дальней округи. Местность была известна своими сапоговаляльными промыслами. Они производили широкий ассортимент товаров — варежки, онучное сукно, шорные, кожаные, гончарные изделия. Наибольшую известность получили валяльные фабрики братьев Носковых в Кислячихе, Комаровых в Журихино и Копыловых в Вахутках.

### Советский период
В 1928 году было построено деревянное здание школы-семилетки. В 1950 году учебное заведение было реорганизовано в среднюю школу, а в 1953 году состоялся первый выпуск десятиклассников. Современное здание школы было построено и открыто 1 сентября 1976 года.
В декабре 1930 года в рамках политики коллективизации в Батманах были организованы колхозы. Один из крупнейших колхозов, имени XXI Партсъезда, с 1959 по 2000 год возглавлял Авенир Геннадьевич Чикунов, почётный гражданин Кинешемского района.
Постепенно хозяйства развивались, появлялась техника, строились животноводческие помещения, жилые дома, учреждения культуры и здравоохранения.

### Современный период
В мае 2023 года в село был проведён природный газ. Пуск газа стал возможен после строительства двух межпоселковых газопроводов, которые создали техническую возможность для подключения 350 домовладений в 13 населённых пунктах Кинешемского района.

## Население
| 1872 | 1897 | 2002 | 2010 |
| ---- | ---- | ---- | ---- |
| 35   | ↗50  | ↗360 | ↘307 |

## Инфраструктура
В селе имеются: Батмановская средняя образовательная школа, Батмановский детский сад, администрация Батмановского сельского поселения, отделение почтовой связи № 155826, Батмановский дом культуры, библиотека, офис врача общей практики, отделение сестринского ухода, ФАП, монумент Великой Отечественной войны, кладбище при храме Рождества.

## Транспорт
Через село проходит дорога межмуниципального значения Кинешма — Батманы — Шилекша.

## Русская православная церковь
- Храм Рождества Пресвятой Богородицы (1827—1869) в Батманах — пятиглавый храм с четырёхъярусной колокольней. В архитектурном декоре сочетаются элементы классицизма и необарокко[12][13]. Единственный сохранившийся до нашего времени храм вместе с селом.
- Часовня Усекновения Главы Иоанна Предтечи (конец XIX века) в Батманах.

## Галерея

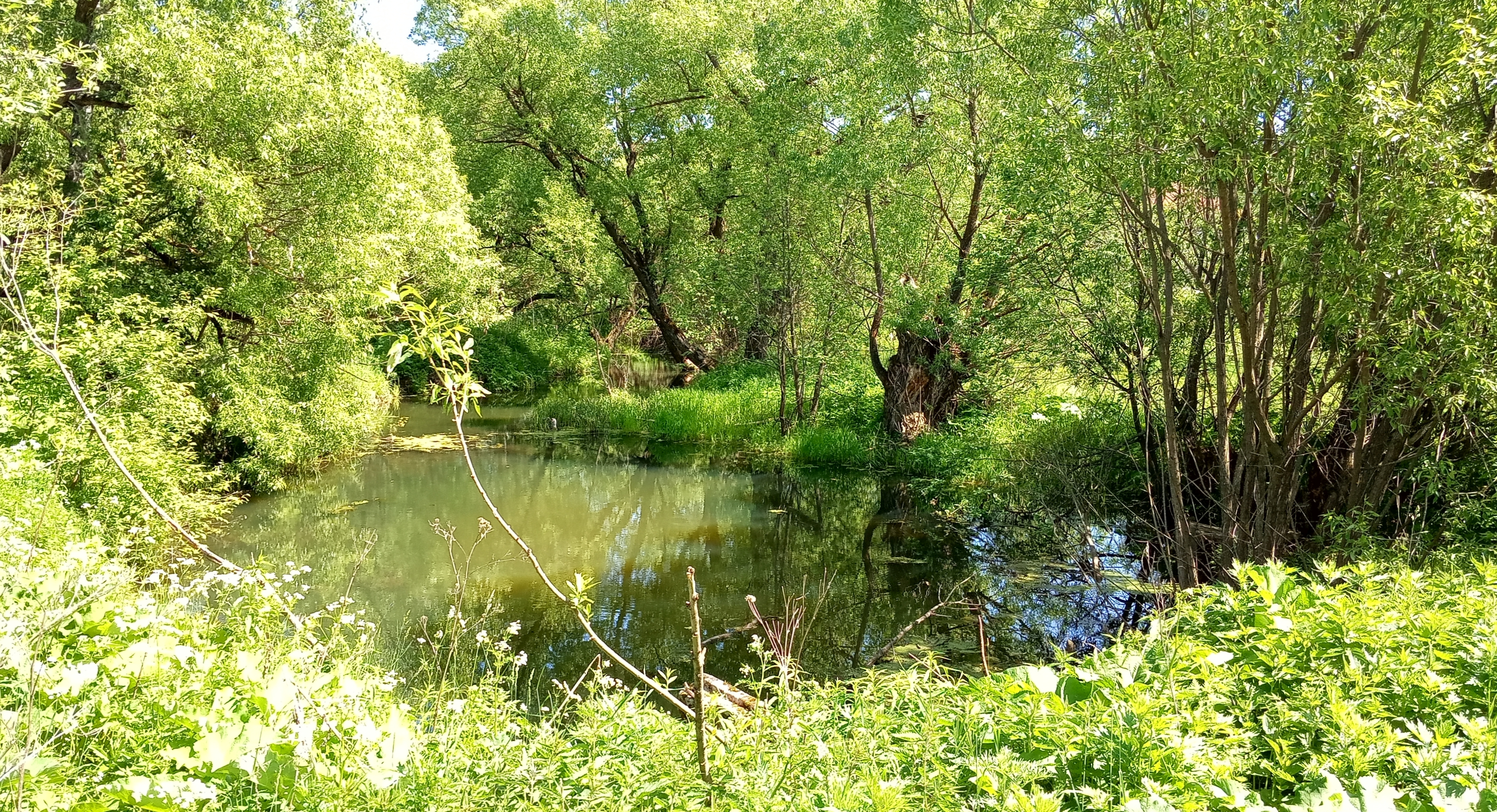
Река Мелетенка
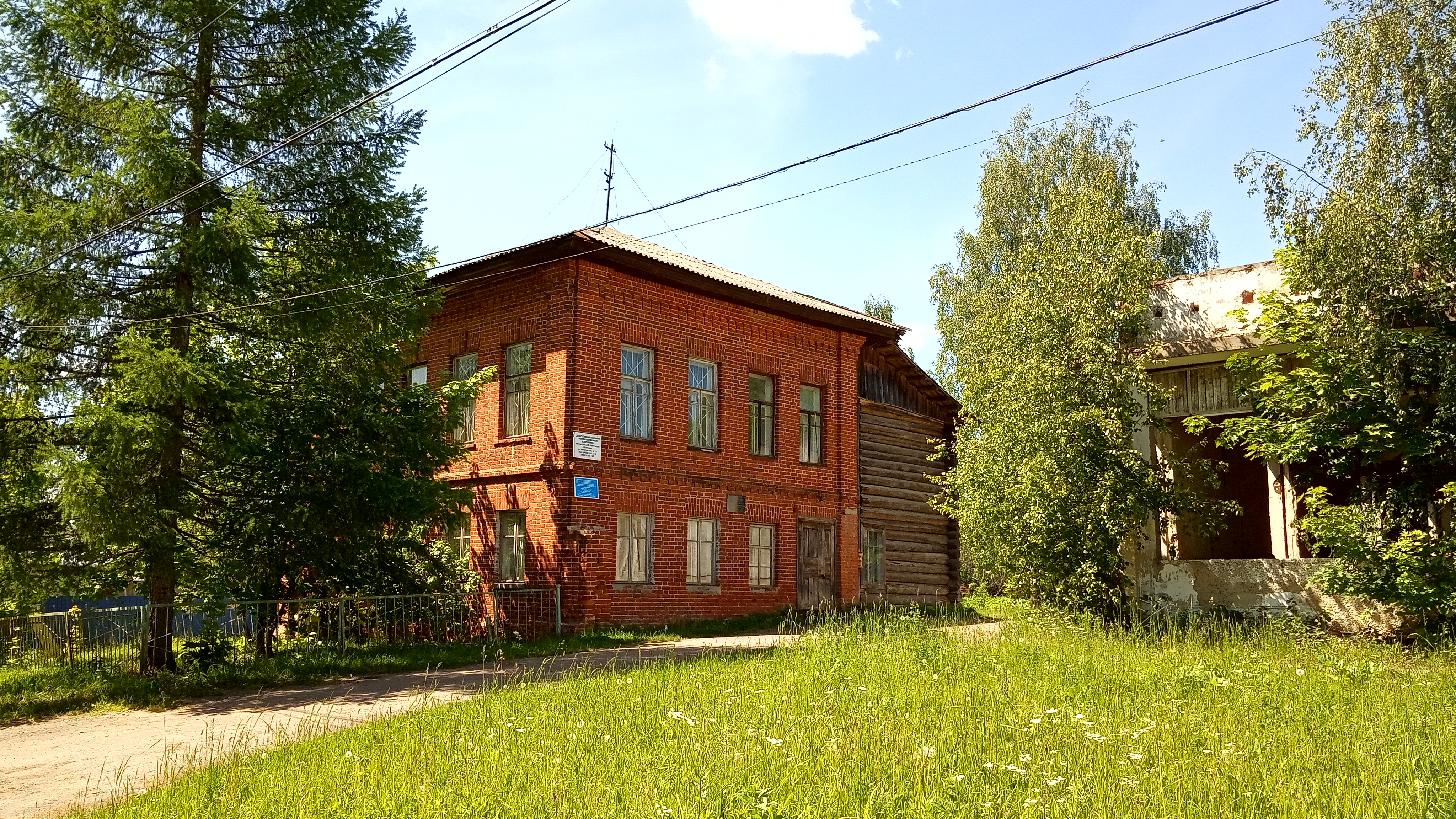
Колхоз имени XXI Партсъезда
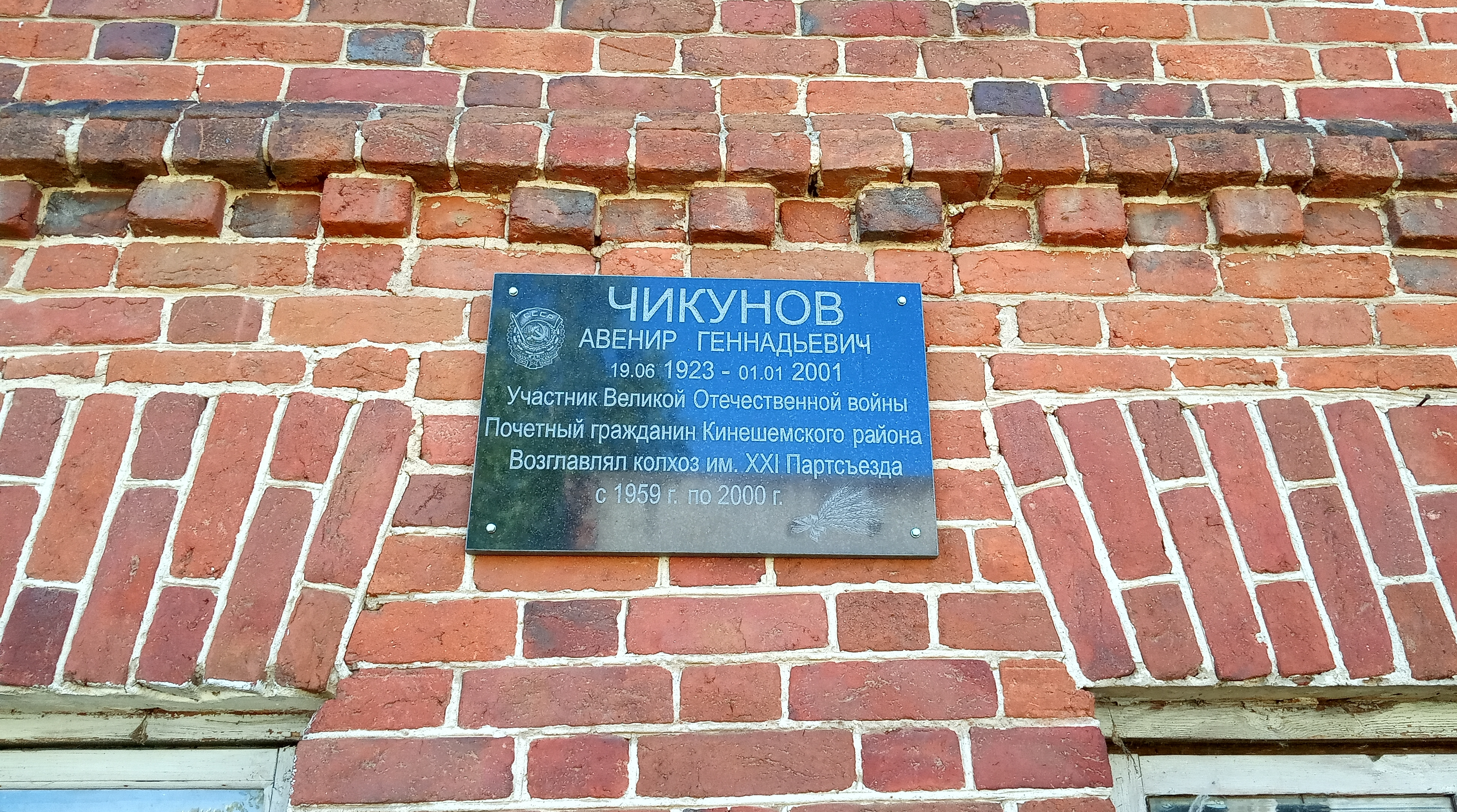
Памятная доска: Чикунов Авенир Геннадьевич, участник Великой Отечественной войны, почётный гражданин Кинешемского района, возглавлял колхоз имени XXI Партсъезда с 1959 по 2000 годы
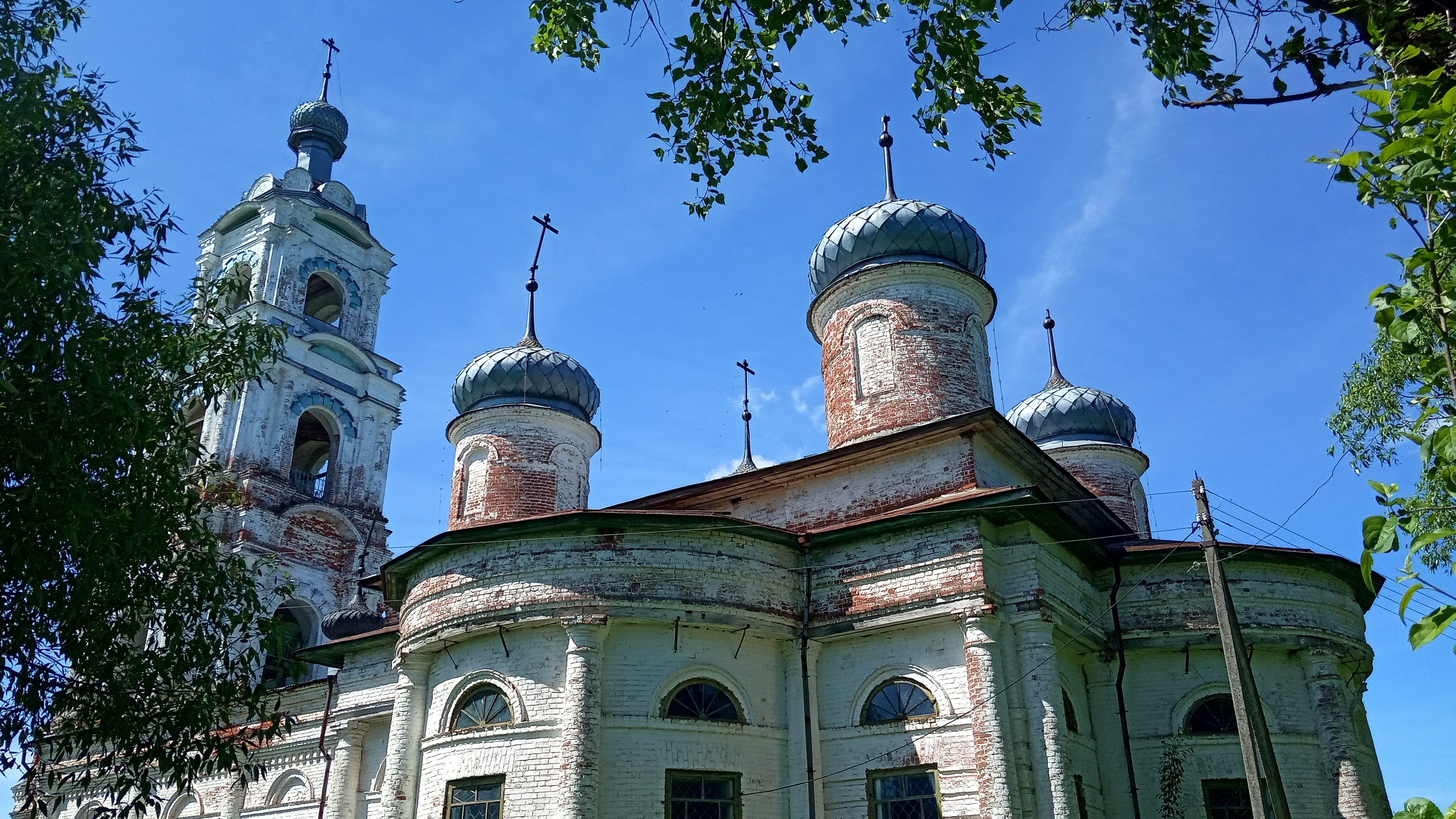
Храм Рождества Пресвятой Богородицы (1827—1869)
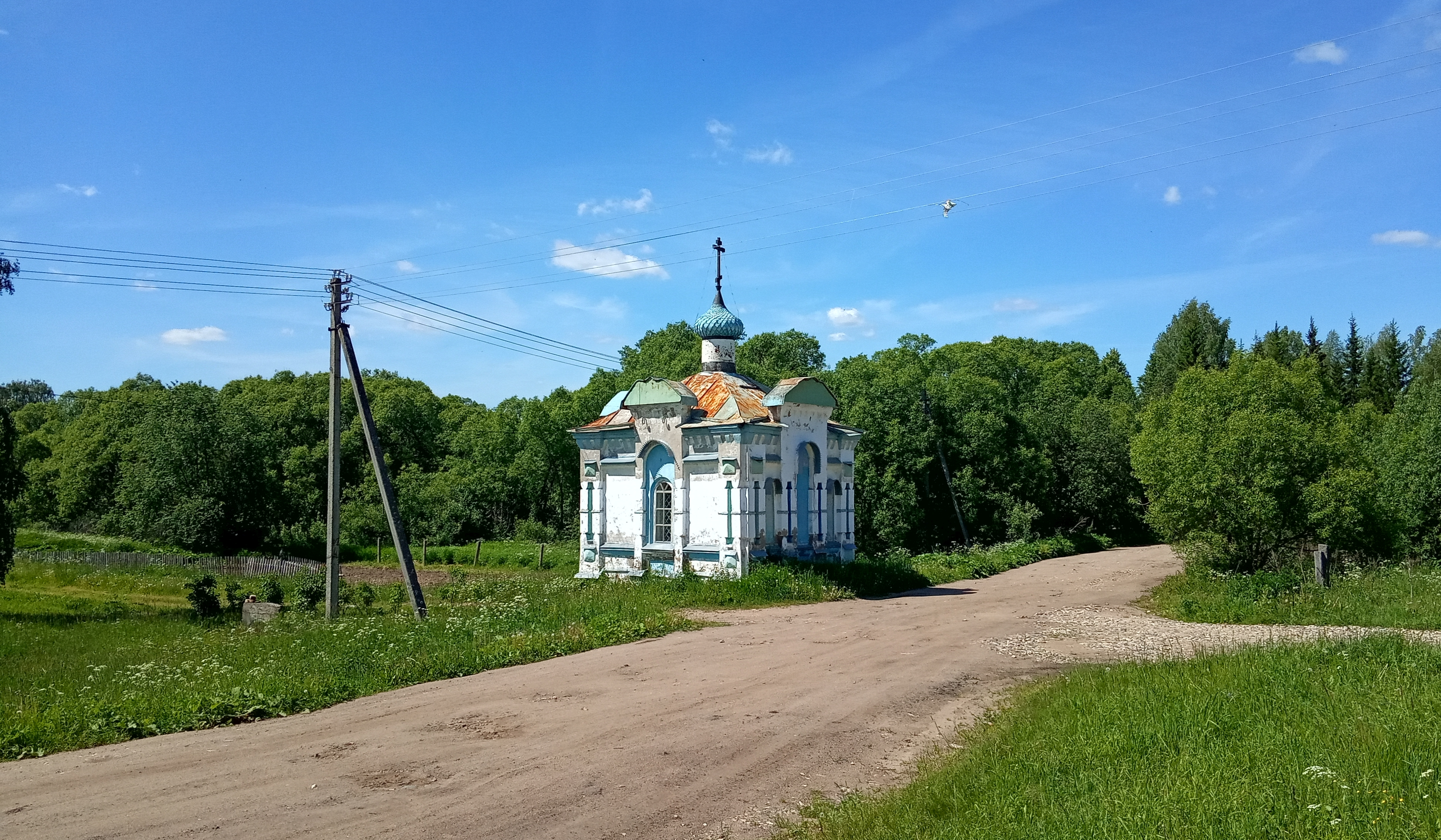
Часовня Усекновения Главы Иоанна Предтечи, конец XIX века
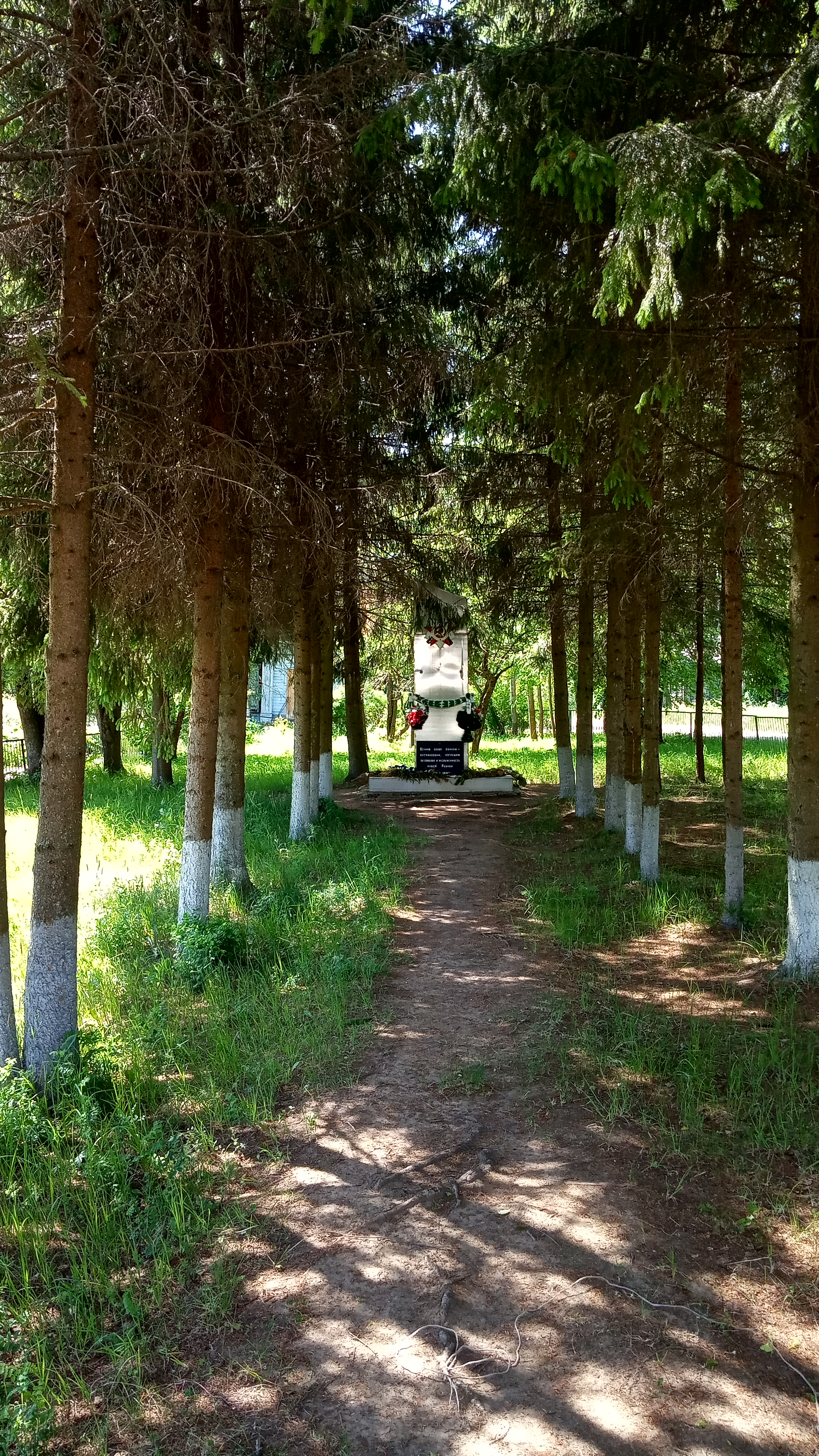
Монумент Великой Отечественной войны
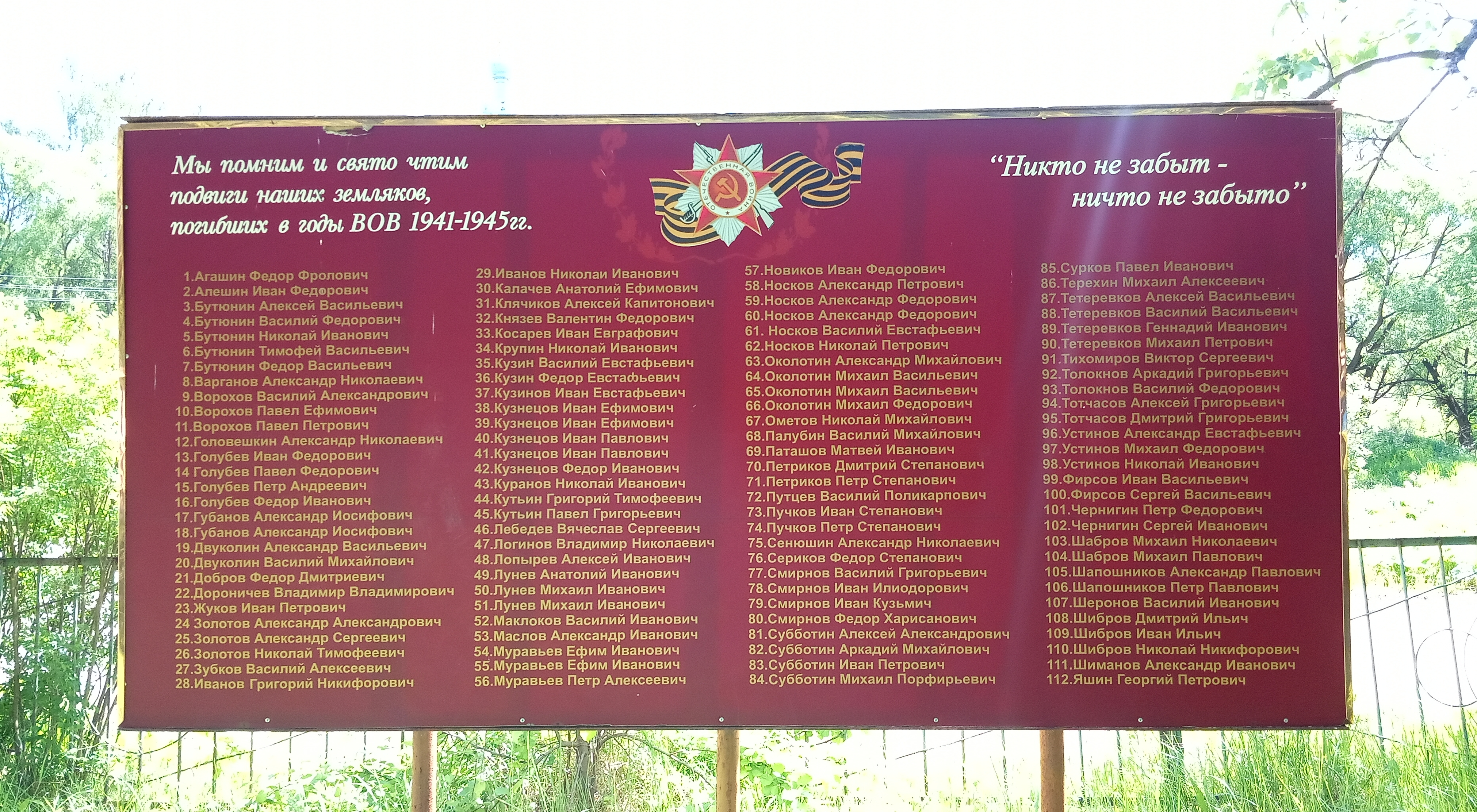
Памятная доска жителям, павшим на Великой Отечественной войне